# Bathippus morsitans
Bathippus morsitans är en spindelart som beskrevs av Pocock 1897. Bathippus morsitans ingår i släktet Bathippus och familjen hoppspindlar. Inga underarter finns listade.